# Pekelharing

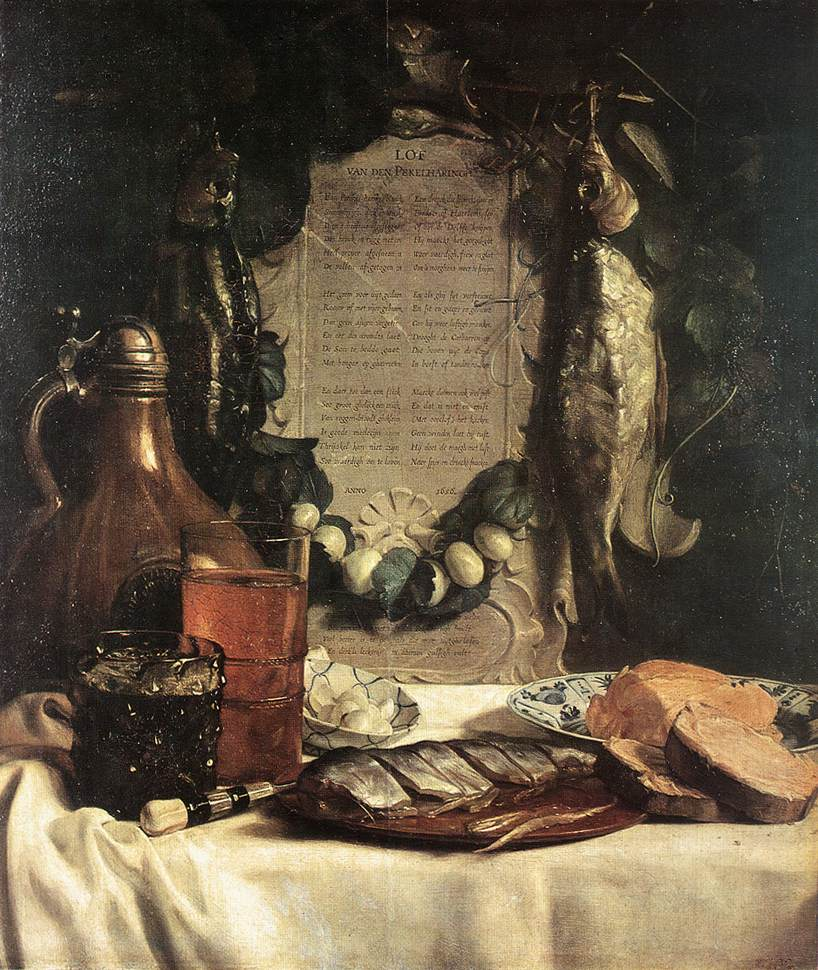
Joseph de Bray, Lof van den Pekelharingh (1656).

De pekelharing is een handelsproduct dat ontstond uit het bewerken van door een vissersschip gevangen haring. Deze bewerking bestond uit het kaken en inzouten of warren van de haring. De bewerkte haring ging vervolgens in kantjes (tonnen); de inwerking van het zout en de enzymen uit de alvleesklier zorgden voor een langdurige conservering.

## Achtergronden
Vissersschepen, eertijds de buis en de bomschuit, later de logger en de sloep, voerden in houten tonnen een grote hoeveelheid zout mee voor hun vleetvisserij op haring. De aan boord van het schip gekaakte haring werd na het kaken vanuit manden gestort in een langwerpige houten warrebak. Ze werd vervolgens door middel van een houten schep gemengd (geward) met het meegevoerde grove zout. Op vier kantjes haring werd daarvoor omstreeks één ton zout gebruikt.

## Haring(groot)handel
Tot kort na de Tweede Wereldoorlog is de pekelharing voor Nederland een exportproduct van belang gebleven. De uitvoer vanuit Holland was tijdens de Gouden Eeuw zo omvangrijk dat deze een van de grootste pijlers was van de economie van de Republiek. Maassteden als Vlaardingen, Maassluis, Rotterdam en Delfshaven waren in die jaren toonaangevend. Vlaardingen behield honderden jaren lang zijn plaats, maar aan het begin van de 20e eeuw had Scheveningen de leiding overgenomen.
De pekelharing werd vooral uitgevoerd naar Duitsland, naar Oost-Europese landen waaronder Polen en Rusland en op een zeker moment zelfs naar de Verenigde Staten. In de jaren na de Tweede Wereldoorlog ontstond een wijziging in de mengverhouding zout/haring. Verdere veranderende omstandigheden, zowel bij de visserij op haring als bij de consumptie ervan, nationaal en internationaal, werkten het goeddeels verdwijnen van de pekelharing als handelproduct sterk in de hand.

## Buitenlandse interesse
De grote behoefte aan pekelharing in Oost-Europa leidde in Polen tot de ontwikkeling van een eigen vloot voor haringvisserij op de Noordzee. Nederland speelde daarin een belangrijke rol en een Pools-Nederlandse onderneming met de naam MEWA was hiervan de eerste uitkomst. 

## Trivia
- De 16e-eeuwse vishandelaar en ichtyoloog Adriaen Coenen beschrijft in zijn Visboeck hoe men in zijn tijd tegen de pekelharing - die Coenen als rauw omschrijft - aankeek. Een te Rome studerende Hollander at ooit daar, staande vóór zijn huisdeur, een pekelharing. Een passerende Romeinse edelman die dit samen met zijn knecht aanschouwde, zei tegen de eter: "Ghij sult morghen doot wesen!" Hij stuurde de daaropvolgende dag dan ook zijn knecht langs het huis van de haringliefhebber om te zien of deze nog leefde... Ja dus want de laatstgenoemde was - terug in Holland - in staat, zijn verhaal aan Coenen te vertellen.
- In Vlaanderen gebruikt men vaak de term pekelharing om zure haring te bedoelen. In veel gevallen wordt deze term dan ook gebruikt op markten en in winkels, wat eigenlijk een foutieve benaming is.